# Championnat d'Amérique du Sud féminin de basket-ball
Cet article traite de la compétition féminine. Pour la compétition masculine, voir Championnat d'Amérique du Sud masculin de basket-ball.
Le Championnat d'Amérique du Sud féminin de basket-ball (Campeonato Sudamericano Femenino de Básquetbol) est la compétition opposant les sélections nationales féminines de basket-ball des pays d'Amérique du Sud.
La compétition a lieu tous les deux ans et est organisée par la FIBA Amériques. Elle attribue le titre de Champion d'Amérique du Sud pour le vainqueur. La première édition a eu lieu en 1946.

## Palmarès
| Année | Organisateur              | Or        | Argent    | Bronze    |
| ----- | ------------------------- | --------- | --------- | --------- |
| 1946  | Chili (Santiago)          | Chili     | Argentine | Brésil    |
| 1948  | Argentine (Buenos Aires)  | Argentine | Chili     | Pérou     |
| 1950  | Pérou (Lima)              | Chili     | Argentine | Pérou     |
| 1952  | Paraguay (Asuncion)       | Paraguay  | Brésil    | Chili     |
| 1954  | Brésil (São Paulo)        | Brésil    | Chili     | Équateur  |
| 1956  | Équateur (Quito)          | Chili     | Paraguay  | Brésil    |
| 1958  | Pérou (Lima)              | Brésil    | Argentine | Paraguay  |
| 1960  | Chili (Santiago)          | Chili     | Brésil    | Pérou     |
| 1962  | Paraguay (Asuncion)       | Paraguay  | Chili     | Brésil    |
| 1965  | Brésil (Rio de Janeiro)   | Brésil    | Paraguay  | Pérou     |
| 1967  | Colombie (Cali)           | Brésil    | Chili     | Pérou     |
| 1968  | Chili (Santiago)          | Brésil    | Chili     | Argentine |
| 1970  | Équateur (Guayaquil)      | Brésil    | Argentine | Équateur  |
| 1972  | Pérou (Lima)              | Brésil    | Pérou     | Paraguay  |
| 1974  | Bolivie (La Paz)          | Brésil    | Argentine | Bolivie   |
| 1977  | Pérou (Lima)              | Pérou     | Brésil    | Argentine |
| 1978  | Bolivie (La Paz)          | Brésil    | Bolivie   | Argentine |
| 1981  | Pérou (Lima)              | Brésil    | Pérou     | Colombie  |
| 1984  | Colombie (Cúcuta)         | Colombie  | Brésil    | Pérou     |
| 1986  | Brésil (Guaratinguetá)    | Brésil    | Pérou     | Colombie  |
| 1989  | Chili (Santiago)          | Brésil    | Pérou     | Argentine |
| 1991  | Colombie (Bogota)         | Brésil    | Colombie  | Argentine |
| 1993  | Bolivie (Cochabamba)      | Brésil    | Argentine | Chili     |
| 1995  | Brésil (Jacareí)          | Brésil    | Argentine | Chili     |
| 1997  | Chili (Iquique)           | Brésil    | Argentine | Colombie  |
| 1999  | Brésil (Vitória)          | Brésil    | Argentine | Venezuela |
| 2001  | Pérou (Lima)              | Brésil    | Argentine | Chili     |
| 2003  | Équateur (Loja)           | Brésil    | Argentine | Chili     |
| 2005  | Colombie (Bogota)         | Brésil    | Colombie  | Argentine |
| 2006  | Paraguay (Asuncion)       | Brésil    | Argentine | Colombie  |
| 2008  | Équateur (Loja)           | Brésil    | Argentine | Chili     |
| 2010  | Chili (Santiago du Chili) | Brésil    | Argentine | Colombie  |
| 2013  | Argentine (Mendoza)       | Brésil    | Argentine | Chili     |
| 2014  | Équateur (Ambato)         | Brésil    | Argentine | Venezuela |
| 2016  | Venezuela (Barquisimeto)  | Brésil    | Venezuela | Colombie  |
| 2018  | Colombie (Tunja)          | Argentine | Brésil    | Colombie  |

## Performances par pays
| Rang | Nation    | Or | Argent | Bronze | Total |
| ---- | --------- | -- | ------ | ------ | ----- |
| 1    | Brésil    | 26 | 6      | 2      | 34    |
| 2    | Chili     | 4  | 5      | 7      | 16    |
| 3    | Argentine | 2  | 15     | 7      | 24    |
| 4    | Paraguay  | 2  | 2      | 3      | 7     |
| 5    | Pérou     | 1  | 4      | 5      | 10    |
| 6    | Colombie  | 1  | 2      | 7      | 10    |
| 7    | Venezuela | 0  | 1      | 2      | 3     |
| 8    | Bolivie   | 0  | 1      | 1      | 2     |
| 9    | Équateur  | 0  | 0      | 2      | 2     |